# Dwór w Trzebieszowicach
Dwór w Trzebieszowicach (niem. Rothenhof, Scheibenhof) –  dwór z XVI w. we wsi Trzebieszowice, powiecie kłodzkim, w województwie dolnośląskim, w gminie Lądek-Zdrój.
Leży przy drodze Lądek-Zdrój – Kłodzko, w dolinie Białej Lądeckiej.
Do wojewódzkiego rejestru zabytków wpisano:
- zespół dworski „Scheibenhof”:
  - dwór z murem oporowym z 1580, XIX-XX w., obecnie ruina, nr rej.: 195/1392/WŁ z 28.12.1993
  - folwarczny budynek mieszkalno-gospodarczy z 1687, przebudowany w drugiej poł. XIX w., obecnie ruina, nr rej.: 196/1393/a-d/WŁ z 28.12.1993.

## Historia
Początki dworu sięgają drugiej połowy XIV wieku, kiedy to wzniesiono w tym miejscu średniowieczną wieżę mieszkalną. W 1580 roku do wieży dostawiono budynek dworu, który był przerabiany w XVIII i XIX wieku. Po 1945 roku w budynkach znajdował się zakład przetwórstwa owocowo-warzywnego. Od końca XX wieku dwór niszczeje i obecnie jest w stanie ruiny.

## Architektura
Zabytkowa rezydencja częściowo otoczona murem obronnym, murowana z kamienia i cegły, tynkowana, składa się ze starszej wieży mieszkalnej, wzniesionej na planie prostokąta i dobudowanego do niej w XVI wieku renesansowego dworu. Dwór zbudowany również na rzucie prostokąta, posiadał trzy kondygnacje i dach dwuspadowy z naczółkami, po którym nie ma już śladu. W zniszczonym budynku przetrwało kilka pomieszczeń nakrytych sklepieniami kolebkowymi z lunetami.
W sąsiedztwie dworu znajdują się ruiny zabudowań folwarcznych: budynku mieszkalno-gospodarczego z 1687 roku, spichrza zbożowego z 1936 roku, obory ze stodołą z drugiej połowy XIX wieku, oraz obory i mleczarni z 1918 roku.

## Galeria

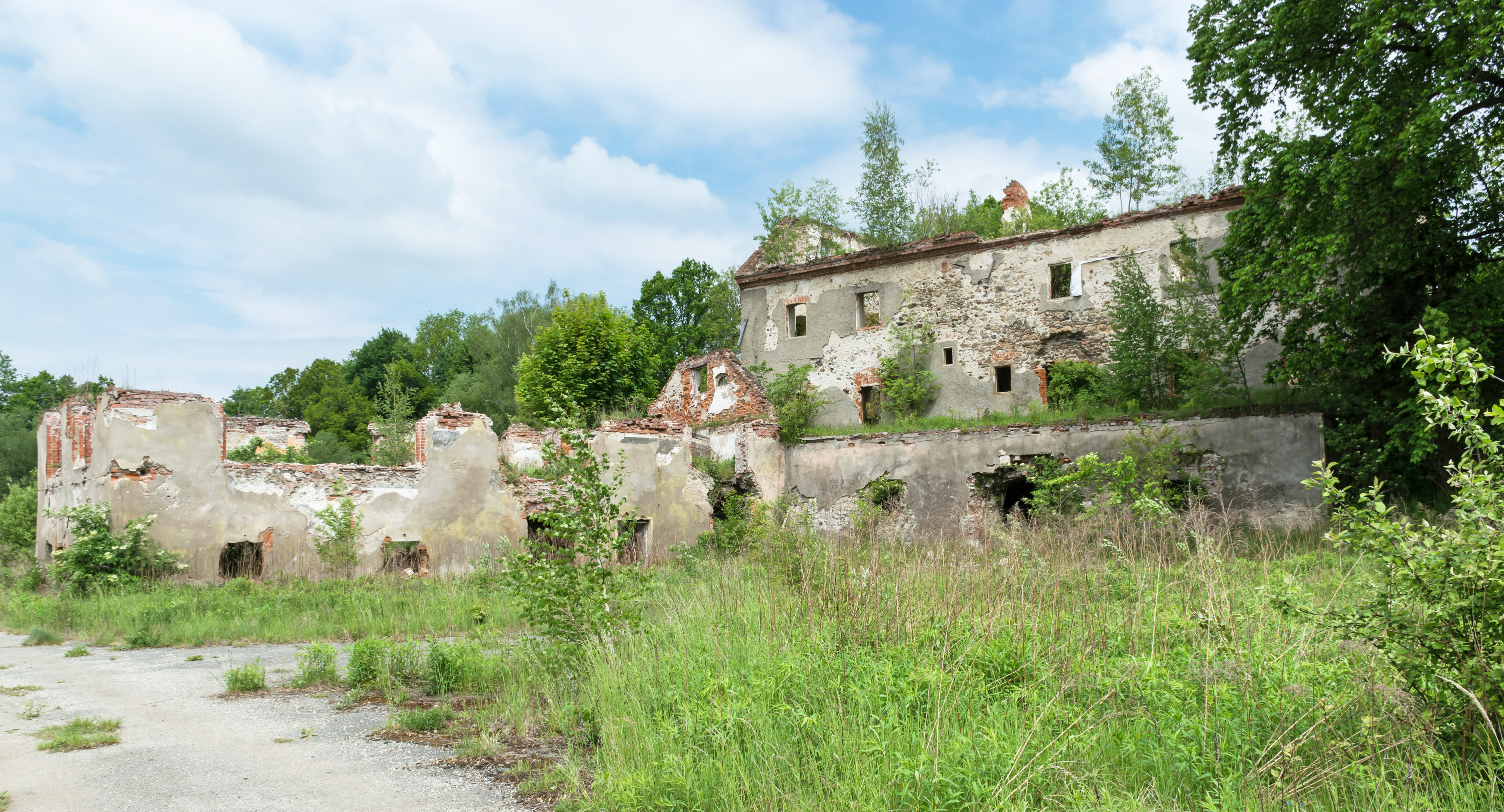
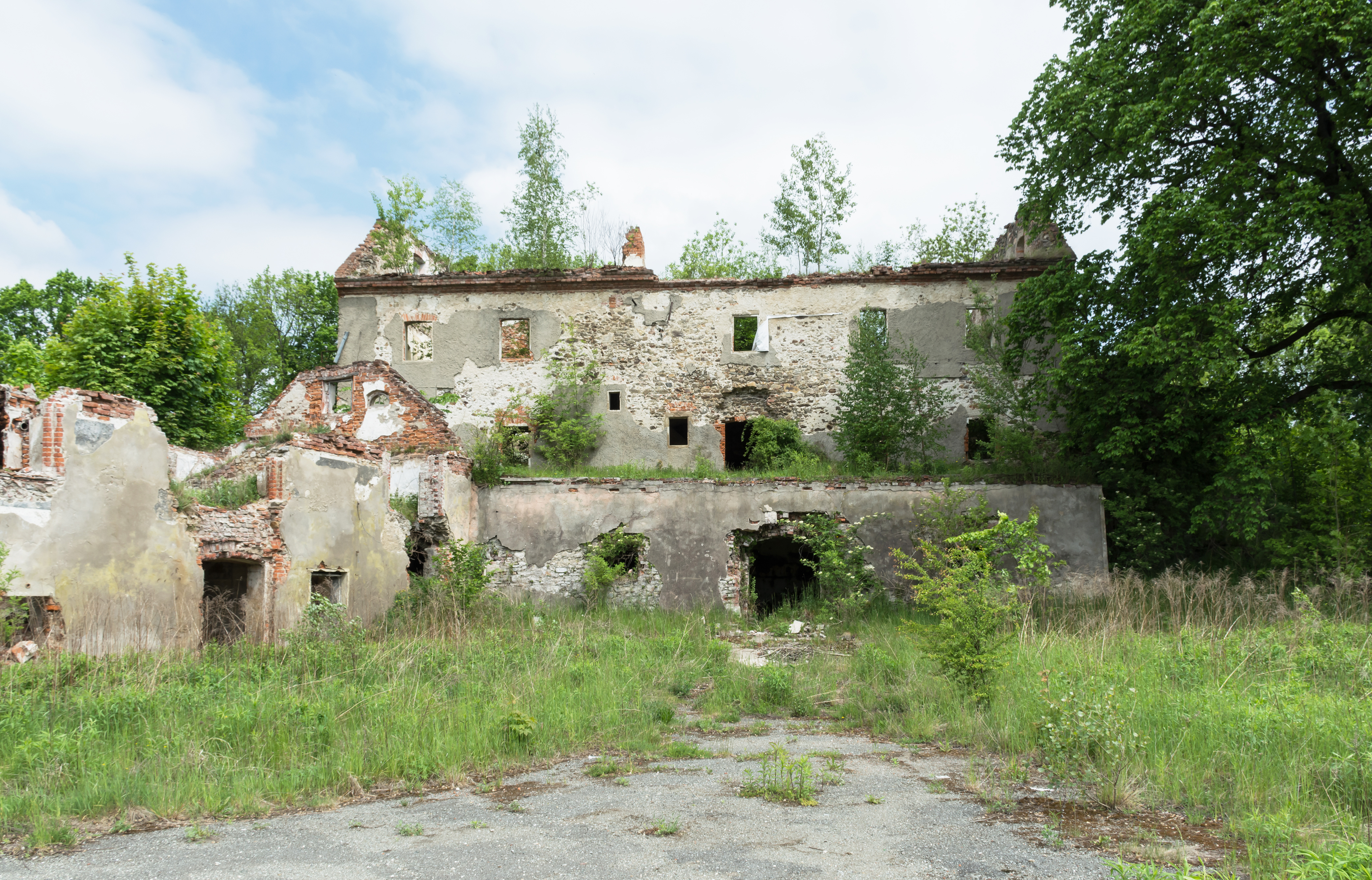
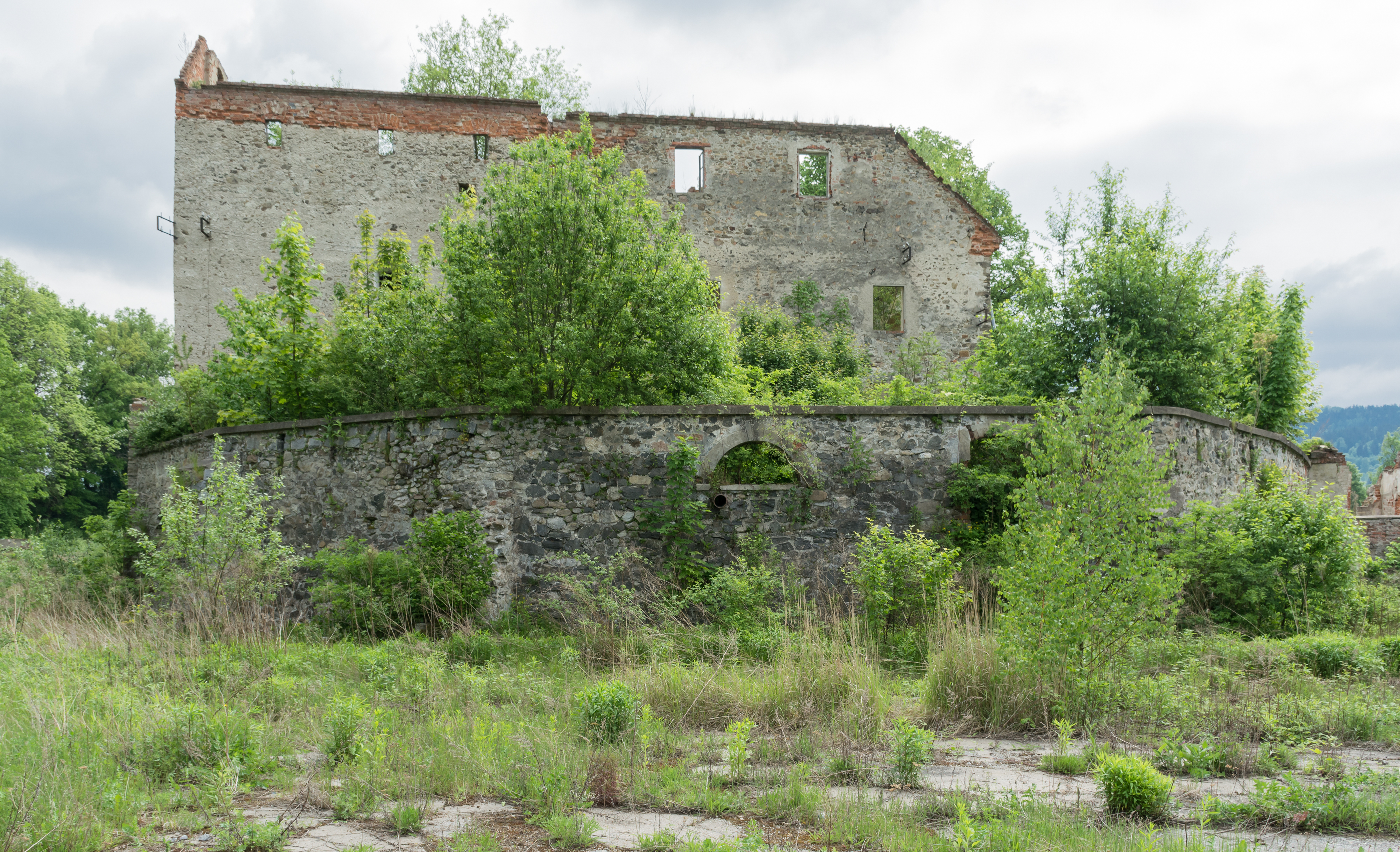
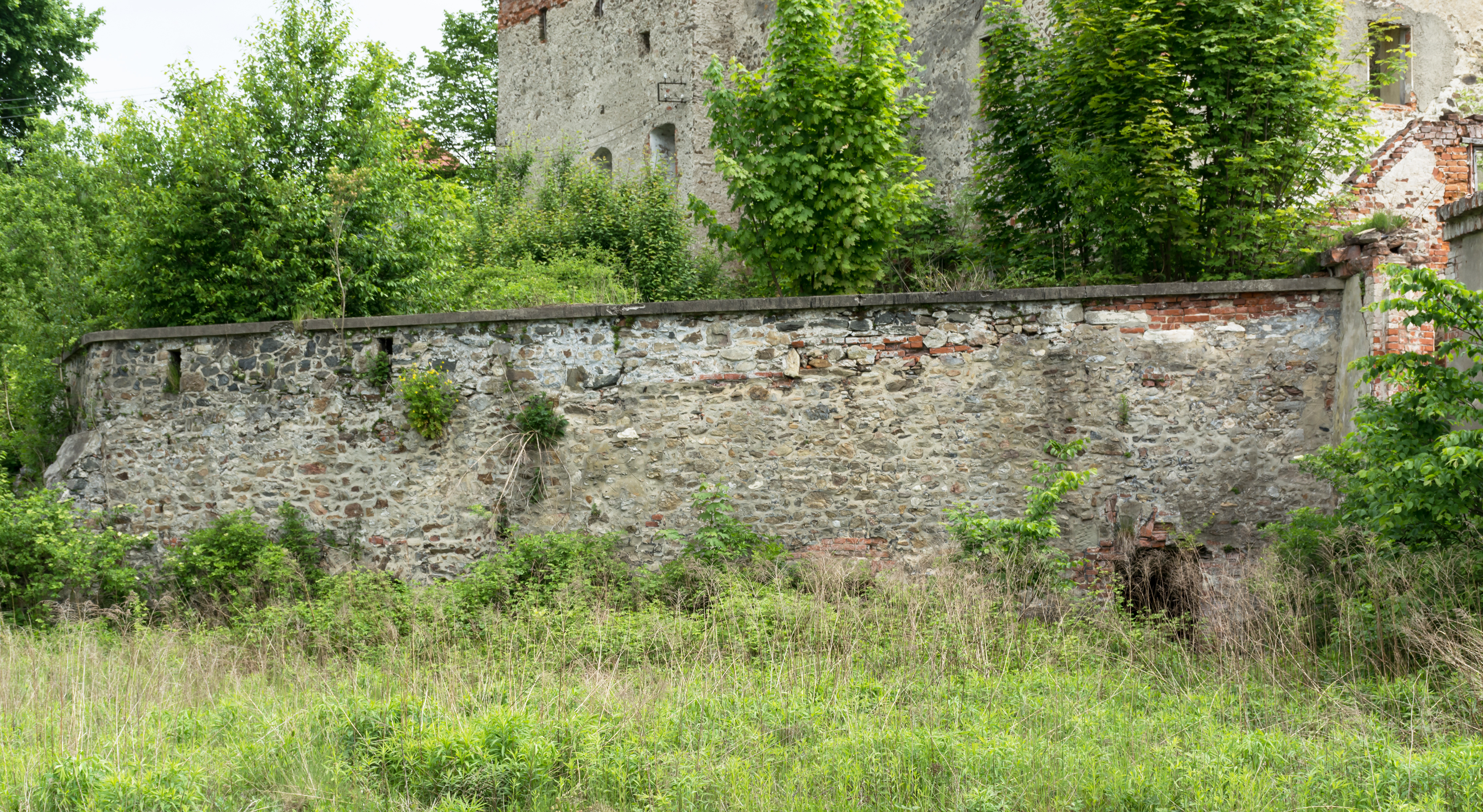